# The Sisters Brothers
The Sisters Brothers ist ein mehrfach ausgezeichneter Western von Jacques Audiard, der am 2. September 2018 im Wettbewerb der Filmfestspiele von Venedig seine Weltpremiere feierte. In der Schweiz war er im September 2018 auf dem Zurich Film Festival zu sehen. Der deutsche Kinostart erfolgte am 7. März 2019. Der Film basiert auf dem satirischen Roman gleichen Titels von Patrick deWitt. John C. Reilly und Joaquin Phoenix verkörpern die titelgebenden Brüder, Eli und Charles Sisters, die als Auftragskiller einen Goldsucher im Wilden Westen verfolgen.

## Handlung
Oregon, 1851. Die Brüder Eli und Charlie Sisters sind als Revolverhelden für den „Commodore“ tätig, einen wohlhabenden Geschäftsmann. Der beauftragt sie damit, einem Wissenschaftler namens Hermann Warm Informationen abzupressen. Der Kundschafter John Morris wurde bereits auf Warm angesetzt, um ihn den Sisters-Brüdern zu übergeben, denen der Commodore nach einem vorangegangenen Fehlschlag nicht mehr vollständig traut.
Morris spürt Hermann Warm in einem Goldschürfer-Wagentreck nach Kalifornien auf, gewinnt sein Vertrauen und überredet ihn, aus Zeitgründen lieber reitend nach Jacksonville weiterzureisen. Dort hat Morris ein erstes Treffen mit dem Brüderpaar arrangiert, doch Warm findet vorher die Handschellen in Morris‘ Gepäck und stellt ihn zur Rede, wird aber von ihm überwältigt. Um sein Vertrauen zurückzugewinnen, eröffnet er Morris, dass er auch Gold schürfen will, aber nicht auf die übliche Weise, sondern mittels einer von ihm entwickelten Substanz, die das Gold im Flussbett nachts hell leuchten lässt, so dass man es einfach einsammeln kann. Dass er verfolgt wird, führt er darauf zurück, dass ihm die Formel abgepresst werden soll. Angesichts dieser Informationen wechselt Morris nach kurzem Bedenken die Seiten und beschließt, sich am Erfolg des sympathischen Warm zu beteiligen, statt an seinem Tod mitschuldig zu sein. Gemeinsam machen sie sich auf den Weg nach San Francisco, um eine Schürflizenz zu beantragen.
Da die Sisters-Brüder von unglücklichen Umständen aufgehalten werden – Charlie ist oft betrunken und kann dann kaum reiten; Eli wird von einer Spinne gebissen und erkrankt schwer; ein Grizzly greift Elis Pferd an und verletzt es –, verpassen sie Warm und Morris mehrfach, zuletzt in der Stadt Mayfield. Dort entkommen sie selbst knapp einem von der Bordellbesitzerin angeordneten Mordanschlag, dann töten sie sie und rauben sie aus. Unter ihrer harten Schale sind die Brüder jedoch empfindsame Männer, wie sich in ihren Gesprächen während der Reise zeigt.
In San Francisco geraten die Brüder aneinander, weil Eli sich mit der bisherigen Beute zur Ruhe setzen möchte, was Charlie entschieden ablehnt. Charlie bringt in Erfahrung, wo der Claim von Warm und Morris liegt. Als sie dort eintreffen, werden sie vom wachsamen Morris überrumpelt, der noch glaubt, er müsse sie töten. Doch auch die Brüder erklären sich zum Seitenwechsel bereit. Als weitere aus Mayfield geschickte Killer in Überzahl erscheinen, lässt Morris die Sisters-Brüder losbinden, gemeinsam besiegen sie die Angreifer. Wenig später verendet Elis Pferd an den Folgen des Grizzly-Angriffs, was Eli ungewöhnlich nahe geht. Warm zeigt Verständnis, tröstet ihn und erzählt ihm von einer neuartigen Gesellschaftsform, die er mit seinem Gold begründen will, in der echte Demokratie und Gleichberechtigung besteht.
Die vier nun Verbündeten beschließen, gemeinsam noch einmal Goldnuggets mittels Warms Tinktur aus dem Fluss zu „ernten“ und dann unter sich aufzuteilen. Diese stark ätzende Tinktur muss im Wasser sorgfältig verdünnt und verteilt werden, dennoch greift sie die Haut an, so dass die Männer den Fluss häufig verlassen und ihre Gliedmaßen mit sauberem Wasser waschen müssen. Als das Leuchten des Goldes verblasst, kippt Charlie kurzentschlossen gegen alle Warnungen eine große Menge der Tinktur unverdünnt in den Fluss. Dabei verätzt er sich den rechten Unterarm, während Warm und Morris im Wasser schwerste Verbrennungen am ganzen Körper erleiden. Morris, von unerträglichen Schmerzen geplagt, erschießt sich am nächsten Tag selbst, gleichzeitig erliegt Warm im Zelt seinen Verletzungen. Eli, als einziger unverletzt geblieben, bringt Charlie in die nächste Stadt, wo ein Arzt seinen Unterarm amputiert.
Während dieser Operation erscheinen drei Killer des Commodore, der vom Verrat der Brüder erfahren hat, vor der Arztpraxis. Eli gelingt es mit einer List, sie zu besiegen, und er macht sich mit dem nahezu wehrlosen Charlie, von weiteren Killern verfolgt, auf den Weg zum Commodore, um diesen zu töten und damit ihr Problem zu beenden. Doch in Oregon City finden sie ein Trauerhaus vor: der Commodore ist kurz zuvor verstorben. Bevor der Sarg verschlossen wird, versetzt Eli der Leiche noch zwei Hiebe, „um sicherzugehen“, dann kehren die Brüder heim zu ihrer Mutter.

## Produktion

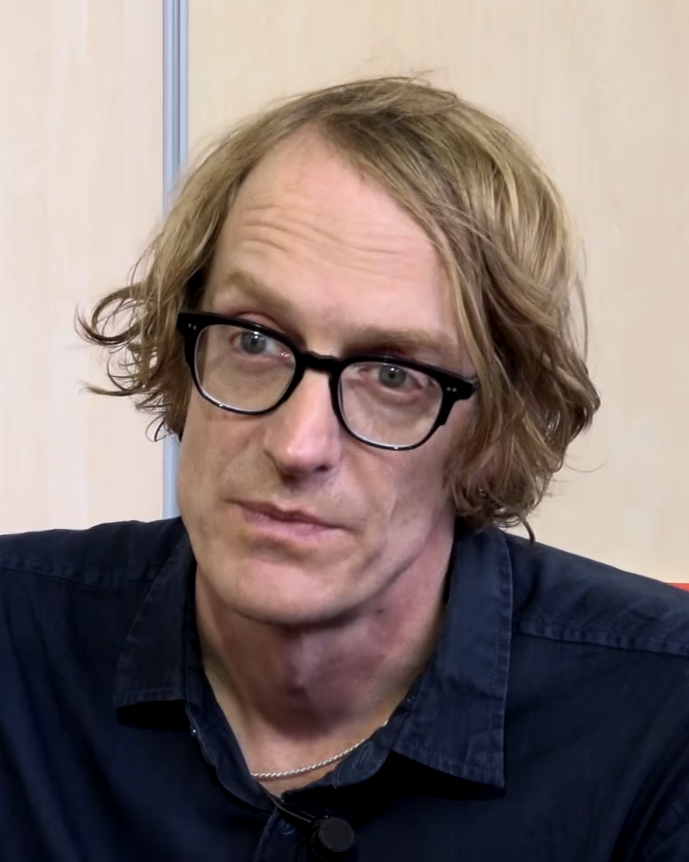
Patrick deWitt, der Autor der Romanvorlage

Der Film basiert auf dem gleichnamigen Roman von Patrick deWitt aus dem Jahr 2011. Regie führte Jacques Audiard, der gemeinsam mit Thomas Bidegain auch das Drehbuch verfasste.
Die Filmmusik wurde von Alexandre Desplat komponiert. Der Soundtrack zum Film, der insgesamt 20 Musikstücke umfasst, wurde am 14. September 2018 von Why Not Productions veröffentlicht.
Jake Gyllenhaal übernahm in der Verfilmung die Rolle des John Morris. John C. Reilly und Joaquin Phoenix spielen das Bruderpaar Eli und Charlie Sisters. Riz Ahmed verkörpert den Goldsucher Hermann Kermit Warm, Rutger Hauer spielt den Commodore. Die deutsche Synchronisation entstand nach  der Dialogregie von Karlo Hackenberger im Auftrag der Scalamedia GmbH, Berlin.
Die Dreharbeiten fanden in Spanien und Rumänien statt, wo man unter anderem in den Castel Film Studios in Călugăreni und in Buftea im Nordwesten der rumänischen Hauptstadt Bukarest drehte. Außenaufnahmen entstanden am Calugareni. In Spanien drehte man im Mai und Juni 2017 in der Hafenstadt Almería und dem dortigen Themenpark Texas Hollywood.
Der Film wurde am 2. September 2018 im Hauptwettbewerb der Filmfestspiele von Venedig uraufgeführt und konkurrierte um den Goldenen Löwen. Im September 2018 wurde er beim Toronto International Film Festival gezeigt. Im Spätsommer 2018 kam er in die Kinos, so am 19. September 2018 in Frankreich und am 21. September 2018 in ausgewählte US-Kinos. Zudem erfolgte im Herbst 2018 eine Vorstellung beim Zurich Film Festival, im Oktober 2018 beim London Film Festival. Am 7. März 2019 startete Wild Bunch Germany ihn in den deutschen Kinos.

## Rezeption

### Altersfreigabe

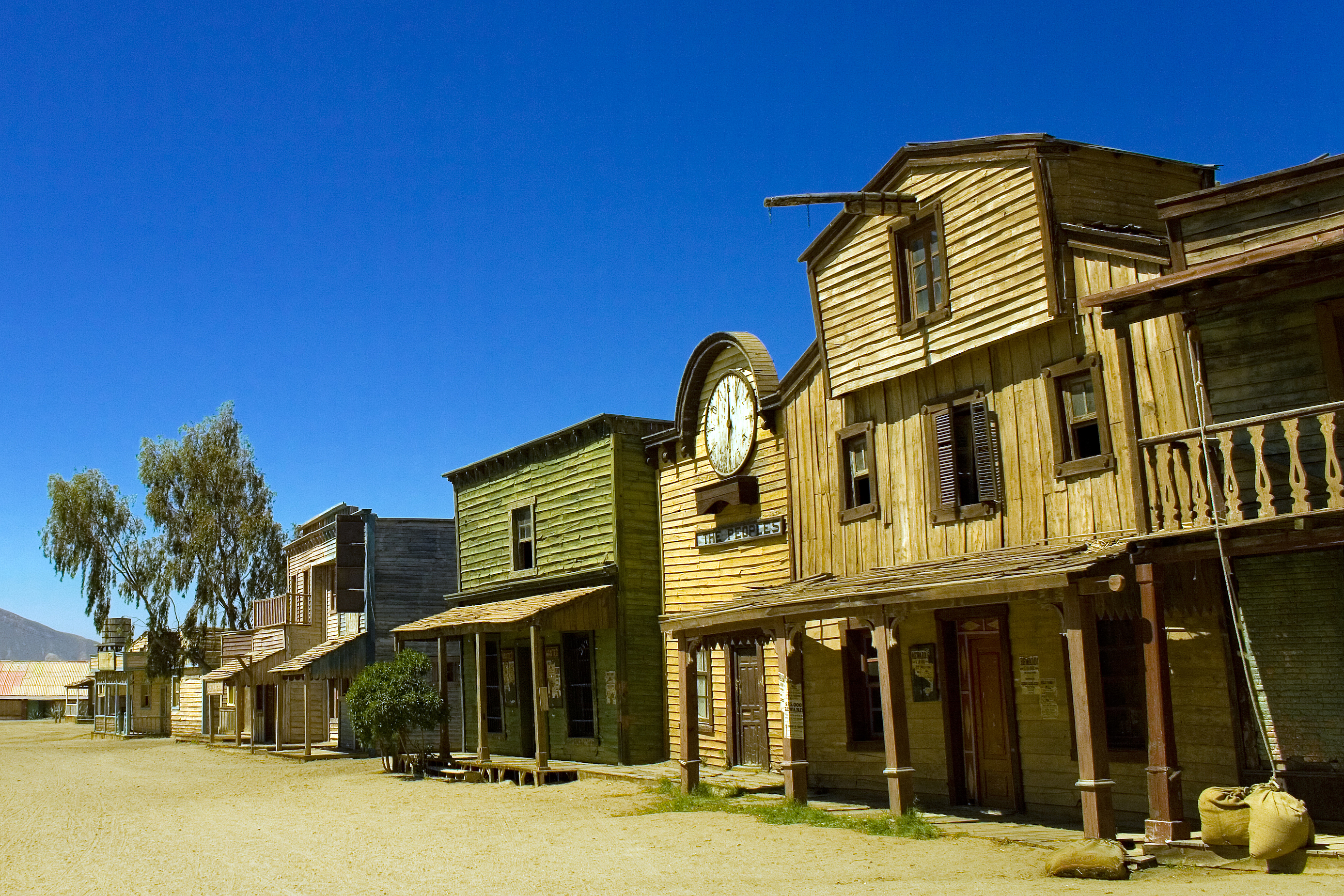
Die Dreharbeiten fanden unter anderem in Texas Hollywood, einem Western-Themenpark in der spanischen Provinz Almería, und dem dort befindlichen Fort Bravo statt

In den USA erhielt der Film von der MPAA ein R-Rating, was einer Freigabe ab 17 Jahren entspricht. In Deutschland erhielt der Film eine Freigabe ab 12 Jahren, ist in Begleitung der Eltern jedoch bereits ab 6 Jahren erlaubt. In der Freigabebegründung heißt es: „Der Film erzählt seine Geschichte überwiegend ruhig und zurückhaltend und wartet neben zahlreichen Landschafts- und Naturaufnahmen, Schießereien und schwarzem Humor auch mit für sein Genre untypischen Charakteren und ausgiebigen Dialogen auf.“ Weiter heißt es, Kindern biete der Film kaum Anknüpfungspunkte. Zwar könnten einzelne explizite Gewalt- und Actionszenen unter 12-Jährige überfordern, doch 12-Jährigen biete das historische Setting und die ansonsten zurückhaltende Inszenierung genug Entlastung.

### Kritiken und Genrediskussion

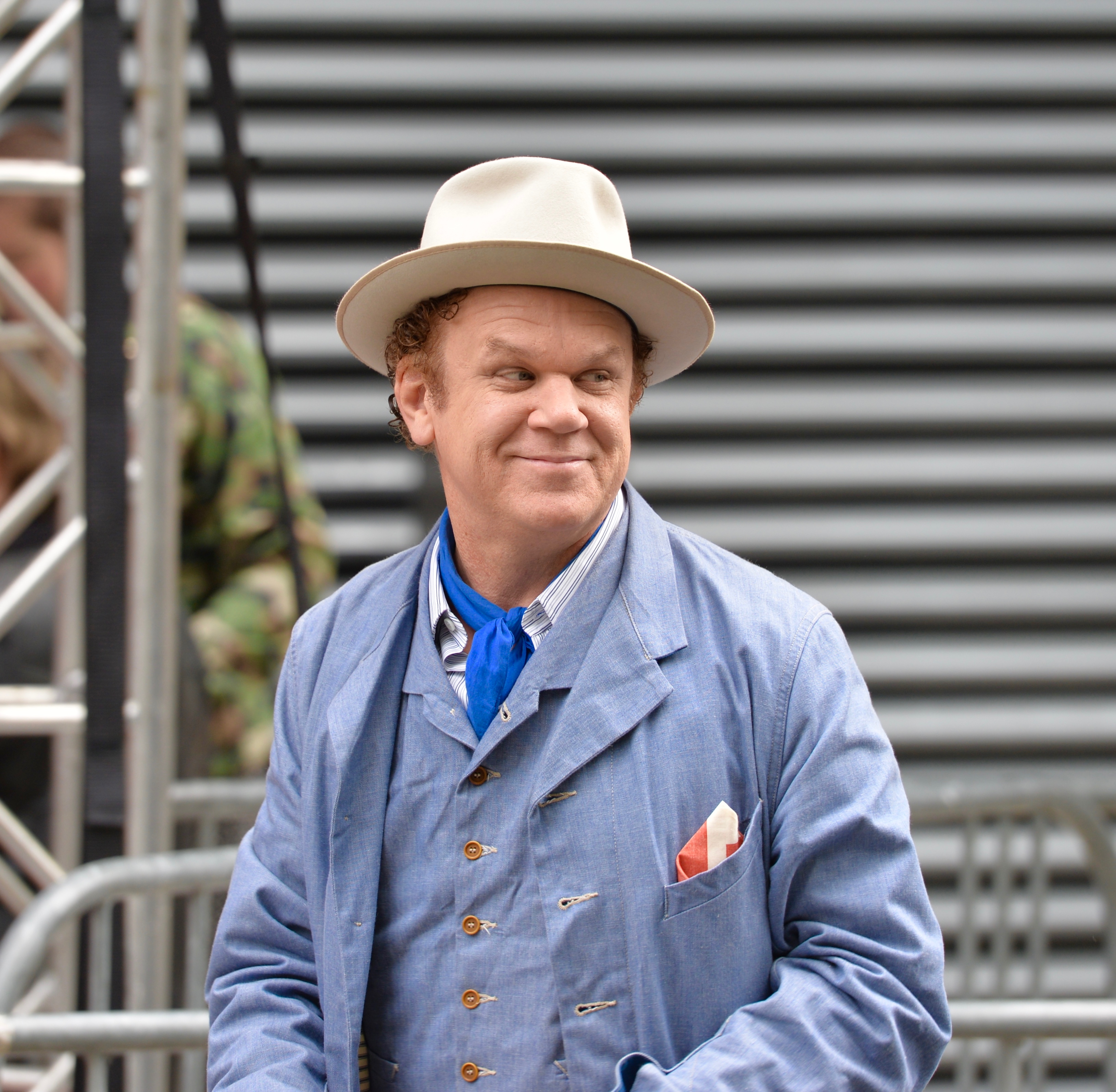
John C. Reilly, hier bei der Premiere des Films beim Toronto International Film Festival, spielt Eli Sisters

Todd McCarthy von The Hollywood Reporter erklärt, wie viele klassische Western erzähle der Film eine Geschichte von Verfolgung und des geduldigen Wartens, von einer langen Reise und von den bekannten und unbekannten Gefahren, die eine solche mit sich bringe. Auch gebe es Blutvergießen, Vermögensverschiebungen und Momente des Zufalls, des Mutes und des Glücks. Zudem lasse The Sisters Brothers aber noch die Neugier des Filmemachers Jacques Audiard erkennen, der es offensichtlich sehr genossen habe, ein Land zu entdecken, das für ihn nach unzähligen Filmen sowohl vertraut aber auch ziemlich weit entfernt sei. Anders als viele frühere Western zeige der Film keine wortkargen Männer, vielmehr könnten sie sich teilweise sehr gut artikulieren, und die vier im Zentrum der Geschichte stehenden Männer seien von den Drehbuchautoren sogar mit dem nötigen Quantum Intelligenz ausgestattet worden. Die hervorragende Besetzung werde von John C. Reilly in einer Art Hauptrolle angeführt, auf die dieser seine ganze Karriere lang gewartet habe. Besonders hebt McCarthy auch die Arbeit des Szenenbildners Michel Barthelemy und der Kostümdesignerin Milena Canonero hervor, die ausgesprochen detailliert seien. Das Sahnehäubchen sei allerdings die Filmmusik von Alexandre Desplat, so McCarthy.
Alexandra Seitz erklärt in der Filmzeitschrift epd Film, The Sisters Brothers habe mit einem Brüderpaar, das zum Töten unterwegs ist, einer Menge schießfreudiger Männer, Saloonszenen, viel Pferd und einem ordentlichen Goldrausch zwar die klassische Ausstattung eines Western, es gelinge dem französischen Regisseur und Drehbuchautor Jacques Audiard jedoch von Anfang an, die Zuschauererwartungen zu unterlaufen. Barbara Schweizerhof meint, zwar schlage auch bei ihm der typische Western-Fatalismus zu, aber er lasse seine Helden dabei ungewohnt viel Selbsterkenntnis erlangen. Dem Regisseur gelinge dabei erneut ein faszinierend vielschichtiges Porträt von Männlichkeit, wobei er seine Sisters Brothers ihre femininen Seiten ausloten lasse, ohne sie je ganz der Lächerlichkeit preiszugeben.
Katja Nicodemus, Filmredakteurin von Die Zeit, schreibt, The Sisters Brothers sei ein Film, der mit warmen Farben und einer den Figuren zugeneigten Kamera Hoffnung verbreite, aber keine Illusionen über die Zeit, von der er erzähle. In Erinnerung blieben die vielen sinnlosen Morde, das einsame Sterben, abgesägte Arme und beim Goldschürfen verätzte Gliedmaßen.
Andreas Borcholte meint auf Spiegel Online, Audiard erzähle den Film mit grandiosen Landschaftsbildern und einem bisher ungeahnten Talent für Humor und Dialogwitz. Ein Kassenknüller und Löwengewinner werde The Sisters Brothers sicher nicht, aber wer sich für die zarten Männerseelen in 70er-Jahre-Western wie The Wild Rovers, Butch Cassidy and the Sundance Kid oder McCabe & Mrs. Miller begeistern könne, finde auch hier sein Glück.
Die Evangelische Filmjury wählte The Sisters Brothers als Film des Monats März 2019. In der Begründung heißt es, der Film entfalte eine subtile Kritik an der amerikanischen Waffenverehrung und an der Zerstörung des Ökosystems. Er setze hinter das Demokratieverständnis der USA ein Fragezeichen, wenn gerade der idealistische Vertreter dieser Idee scheitert. Der Film sei empfehlenswert, nicht nur weil er eine Literaturverfilmung und niveauvolle Unterhaltung sei, sondern auch weil er die Gewalt im Selbstbild der mächtigsten Nation intelligent diskutiere.
Im Dezember 2017 wurde The Sisters Brothers von Filmkritiker Joe Leydon auf die Liste der 20 am meisten erwarteten Filme des Kinojahres 2018 des Branchenblatts Variety gesetzt. Der Film stieß auf die Zustimmung von 87 Prozent der Kritiker bei Rotten Tomatoes und erreichte hierbei eine durchschnittliche Bewertung von 7,4 der möglichen 10 Punkte.

### Einspielergebnis
Die weltweiten Einnahmen des Films aus Kinovorführungen belaufen sich auf rund 13 Millionen US-Dollar.

### Auszeichnungen (Auswahl)
César 2019
- Nominierung als Bester Film (Jacques Audiard)
- Auszeichnung für die Beste Regie (Jacques Audiard)
- Nominierung für das Beste adaptierte Drehbuch (Jacques Audiard und Thomas Bidegain)
- Nominierung für die Beste Filmmusik (Alexandre Desplat)
- Auszeichnung für die Beste Kamera (Benoît Debie)
- Auszeichnung für die Beste Ausstattung (Michel Barthelemy)
- Nominierung für den Besten Schnitt (Juliette Welfling)
- Nominierung für die Besten Kostüme (Milena Canonero)
- Auszeichnung für den Besten Ton (Brigitte Taillandier, Valerie de Loof und Cyril Holts)[25]

Festival Internacional de Cine de San Sebastián 2018
- Nominierung in der Sektion Perlak[26]

Hollywood Music in Media Awards 2018
- Nominierung für die Beste Filmmusik – Spielfilm (Alexandre Desplat)[27]

Internationale Filmfestspiele von Venedig 2018
- Nominierung für den Goldenen Löwen (Jacques Audiard)
- Auszeichnung als Bester Regisseur mit dem Silbernen Löwen (Jacques Audiard)

Prix Lumières 2019
- Auszeichnung als Bester Film (Jacques Audiard)
- Auszeichnung für die Beste Regie (Jacques Audiard)
- Auszeichnung für die Beste Kamera (Benoît Debie)
- Nominierung für die Beste Filmmusik (Alexandre Desplat)[28][29]

Satellite Awards 2018
- Nominierung für die Beste Filmmusik (Alexandre Desplat)[30]

Toronto International Film Festival 2018
- Nominierung für den People’s Choice Award (Jacques Audiard)